# Facette costale inférieure
Pour l’article homonyme, voir Facette costale.
La facette costale inférieure est une facette articulaire située en bas et en arrière de la face latérale du corps vertébral des huit premières vertèbres thoraciques, à proximité de l'échancrure du pédicule de l'arc vertébral.
Elle forme avec la facette costale supérieure de la vertèbre sous-jacente la partie articulaire vertébrale de l'articulation de la tête costale.